# Pomelline Fregoso
Pomelline Fregoso (ur. 1387/1388 w Genui, zm. 1468 w Monako) – członkini władającej Monako rodziny Grimaldi jako żona Jana I i matka Katalana, od lipca 1457 do 16 marca 1458 roku regentka podczas małoletniości Klaudyny, de facto regentka od stycznia 1438 do września/października 1440 podczas niewoli swego męża.

## Życiorys
Była córką doży Genui Pietro Fregoso (Campofregoso) i Teodory Spinoli lub Benedetty Dorii. Jej ojciec pochodził ze znaczącej szlacheckiej rodziny genueńskiej, z której wywodziło się kilku dożów, w tym Paolo Fregoso i Tomasz Fregoso z ugrupowania gwelfów i przeciwnika Viscontich. Jej matka także pochodziła z zamożnej genueńskiej szlachty. Wyszła za Teodory Spinoli lub Benedetty Dorii, jednak to ochłodziło stosunki Monako z Mediolanem, niechętnym Genueńczykom. Od 1428 do 1436 Monako zostało włączone do posiadłości Viscontich, jako że Jan został przez nich zmuszony do sprzedaży dóbr. Senior został zmuszony do służenia flocie Mediolanu, jednak dzięki jego zasługom (zwłaszcza w bitwie z Wenecjanami, gdy zatopił 28 z 37 statków) przywrócono niezależność Monako jako wasalowi Filipa Marii Viscontiego. 31 lipca 1437 roku, podczas nieobecności męża, Pomelline podpisała sojusz z Republiką Genueńską, która gwarantowała wsparcie militarne. W odwecie w styczniu 1438 roku Jan i syn Katalan zostali porwani przez Mediolańczyków, domagających się ponownego zwierzchnictwa nad Monako. Wszyscy członkowie rodziny odmówili, jednak Pomellinie udało się wynegocjować powrót męża do ojczyzny we wrześniu 1440 roku. Dzięki arbitrażowi Franciszka Sforzy w 1441 zniesiono stosunki lenne z Viscontimi, jednak to zagrożenie zostało oddalone dopiero wraz ze śmiercią Filipa Marii w 1447. 
Jej syn Katalan objął władzę w 1454, pozostając pod wpływem energicznej matki. Zmarł niespodziewanie trzy lata później. Zgodnie z zasadami spisanymi w testamencie przez Jana I, tron miał dziedziczyć syn seniora lub, jeśli go nie było, córka. Tym samym tron przypadł Klaudynie, zaledwie sześcioletniej córce Katalana. Rok wcześniej została ona wbrew woli Pomelliny poślubiona dalekiemu kuzynowi Lambertowi Grimaldi (ok. 1420 - 1494), synowi seniora d'Antibes Mikołaja I. Pomelline Fregoso przejęła jednak regencję nad małoletnią wnuczką. 20 października do Monako przybył Lambert i zawarł z Pomelline układ, w którym akceptowała ona ten projekt małżeński i uznawała go za seniora Monako. W rzeczywistości była jednak z nim skłócona i razem z Piotrem Fregoso planowała spisek na jego życie. Próba zamachu nie powiodła się jednak, a ludność Monako 16 marca 1458 roku zaprzysięgła wierność Lambertowi. Pomelline zbiegła do Mentony, gdzie w 1466 roku bezskutecznie próbowała podburzyć miejscową ludność przeciw mężowi wnuczki przy wsparciu Sabaudii i Genui. Zmarła dwa lata później.

## Małżeństwo i potomstwo
Ok. 1424 roku wyszła za Jana I Grimaldi, seniora (do 1427 razem z braćmi Ambrożym i Antonim). Doczekali się trójki dzieci:
- Katalana (1422-1457), seniora Monako po śmierci Jana, ojca Klaudyny;
- Konstancji, poślubionej Janowi del Carretto;
- Bartolomei, poślubionej Piotrowi Fregoso.